# 扎里奇涅 (韃靼布納雷區)
45°50′11″N 29°41′54″E / 45.83639°N 29.69833°E
扎里奇內（烏克蘭語：Зарічне）是位於烏克蘭西南部的村莊，由敖德萨州裡比爾霍羅德-德涅斯特羅夫斯基區的利曼市鎮負責管轄。該村始建於1910年，面積0.52平方公里，海拔高度8米，2001年人口315，人口密度每平方公里605.77人。